# Afera Hamilton-Rejnolds
Afera Hamilton-Renolds podrazumeva aferu prvog sekretara finansija SAD-a Aleksandera Hamiltona (eng.  Alexander Hamilton) i Marije Renolds (eng. Maria Reynolds) koja je trajala između 1791. i 1792. godine dok je Džordž Vašington (eng. George Washington) bio predsednik. Nakon što je Džejms Renolds (eng. James Reynolds), muž Marije Renolds, saznao za aferu i ucenio Aleksandera Hamiltona, Aleksander je morao da mu plati 1.300 američkih dolara (trećinu svog godišnjeg prihoda) da bi afera ostala neotkrivena. Godine 1797. Aleksander je morao javno da prizna aferu, nakon što je Džejms pretio da ga umeša u prevaru koja je obuhvatala neisplaćene plate namenjene veteranima Američkog rata za nezavisnost. Ova afera se smatra jednim od prvih seks skandala na američkoj političkoj sceni.

## Istorija afere
Leta 1791, dvadesettrogodišnja Marija Renolds se navodno obratila oženjenom tridesetčetvorogodišnjem Aleksanderu Hamiltonu u Filadelfiji tražeći finansijsku pomoć uz tvrdnju da ju je njen muž, Džejms, napustio. Hamilton nije imao novca kod sebe pa joj je tražio adresu kako bi joj dostavio novac lično. Kada je Hamilton stigao u pansion u kome je Marija boravila, odvela ga je na sprat u svoju spavaću sobu; kasnije je rekao:„Izvadio sam novčanicu iz džepa i dao joj. Usledio je razgovor iz kog je bilo evidentno da bi još nešto osim novčane utehe bilo prihvatljivo.“ Njih dvoje su tada započeli nedozvoljenu vezu koja je trajala otprilike do juna 1792.
Tokom tih meseci, dok je afera trajala, Džejms Renolds je bio svestan ženine nevernosti. On je sve vreme podržavao njhovu vezu kako bi redovno dobijao novac ucenjujući Hamiltona. U tadašnje vreme, običaj je bio da prevareni suprug traži osvetu u oružanom duelu, ali Renolds, shvativši koliko će Hamilton izgubiti ako ova afera ne ostane tajna, je insistirao na novčanoj nadoknadi. Jeseni 1791. godine, Hamilton je želeo da okonča aferu ali je decembra iste godine dobio dva pisma, jedan od Marije Renolds, a drugi od njenog muža. Marijino pismo je upozorilo Hamiltona da Džejms zna za aferu i planira da ga uceni. Džejms je u svom pismu tražio od Hamiltona 1.000 dolara kako ne bi nikome otkrio aferu i Hamiltonovu prevaru. Do tog trenutka Hamilton je okončao aferu i prestao da dolazi kod Marije, ali očigledno je da su i Marija i Džejms bili umešani u ucenjivanje Hamiltona jer ga u oba pisma pozivaju da nastavi sa svojim posetama. Džejms mu je u drugom pismu koje je poslato u januaru, rekao da nastavi sa „prijateljskim“ posetama samo kako bi izvukao još više novca od njega. Drugog maja 1792. godine, Džejms Renolds se predomislio i zatražio od Hamiltona da prestane da viđa njegovu ženu, ali ne pre nego što dobije još više novca; od ucenjivanja Hamiltona je ukupno dobio 1.300 dolara (što je danas oko 20.000 dolara). Hamilton je rado okončao aferu i sumnjao da su i Marija i Džejms umešani u ucenu.
Istoričarka Tilar J. Maceo (eng. Tilar J. Mazzeo) ima teoriju da se afera nije ni desila. Van pamfleta Renolds, ne postoje dokazi da se afera desila; ostali povezani sa ovim skandalom, od Džejmsa Monroa(eng. James Monroe), koji je imao papire vezane za Džejmsa Renoldsa, do same Marije Renolds koja je rekla da je sve to predstavljalo zataškivanje finansijskog skandala. Iako su i Marija i novinari zatražili proveru rukopisa sa tih pisama, Hamilton originale pisama nikada nije izneo u javnost već samo prepisana pisma. Novinari su takođe istakli da bi u Marijinim pismima teške kompleksne reči bile spelovane kako treba, dok su prostije reči spelovane pogrešno; kako je izjavio biografer Tomasa Džefersona (eng. Thomas Jefferson), Džulijan P. Bojd (eng. Julian P. Boyd), ova pisma pokazuju kako obrazovan čovek misli da izgledaju ljubavna pisma neobrazovane žene. Hamiltonov biografer je takođe izjavio da ova pisma podsećaju na pisma između Aleksandera i njegove žene Elajze (eng. Eliza Hamilton), što bi objasnilo zašto je Elajza spalila svoja pisma.

## Skandal
Novembra 1792. godine, nakon što je Džejms Renolds uhapšen zbog umešanosti u prevari koja je obuhvatala neisplaćene plate namenjene veteranima rata za nezavisnost, iskoristio je svoje znanje o Hamiltonovoj aferi kako bi se izvukao iz svojih problema. Renolds je znao da će Hamilton morati da bira - da li će priznati aferu ili lažno priznati da je saučesnik u Džejmsovoj prevari. Džejms Monro, Abraham Venabl (eng. Abraham Venable) i Frederik Mulenberg (eng. Frederick Muhlenberg) su bili prvi ljudi koji su čuli o mogućoj korupciji nekoga iz nove vlade i 15. decembra 1792. godine su odlučili da se sretnu sa Hamiltonom i diskutuju dobijene informacije koje su bile potvrđene zapisima o isplatama Renoldsu od Hamiltona koje im je dala Marija kako bi dokazala optužbe svog muža. Hamilton je porekao bilo kakvu finansijsku prevaru i otkrio im pravu prirodu njegove veze sa Marijom i njenim mužem. Čak im je predao pisma i od Marije i od Džejmsa.
Ubeđeni da Hamilton nije počinio nikakvo krivično delo, Monro, Venabl i Mulenberg su se složili da informacije i dokumenta o Renoldsima ostanu skriveni. Monro i njegove kolege su uverili Hamiltona da je cela stvar gotova. Međutim, Monro je poslao ta pisma svom bliskom prijatelju Tomasu Džefersonu. Džeferson i Hamilton su opisivali sebe kao neprijatelji i pet godina nakon što je dobio pisma, Džeferson je iskoristio ovo znanje da započne glasine o Hamiltonovom privatnom životu. Te iste godine, 1797. kada Hamilton više nije bio sekretar finansija, detalji njegove veze sa Marijom i Džejmsom su izašle u javnost kada je novinar Džejms Tomson Kalender (eng. James Thomson Callender) objavio seriju pamfleta u kojima su se našle kopije dokumenata koje je Hamilton dao Monrou u decembru 1792. godine. Monro je porekao odgovornost za to i Hamilton ga zamalo nazvao lažovom, Monro je odgovorio pozivom na duel. Duel je izbegnut zahvaljujući Aronu Beru (eng. Aaron Burr) koji će kasnije sam ubiti Hamiltona u duelu.
Hamilton je 25. avgusta 1797. godine odgovorio na Kalenderova otkrovenja tako što je ištampao sopstveni pamflet koji je sadržao 95 strana i nosio naslov Opažanja o određenim dokumentima (Observations on Certain Documents), kasnije poznat pod imenom pamflet Renolds  u kome je negirao sve optužbe o korupciji. Nije negirao svoju aferu sa Marijom Renolds već ju je javno priznao i izvinio se. Iako su se ljudi divili njegovoj iskrenosti, afera je ozbiljno oštetila njegov ugled. Hamiltonovo priznanje afere je Džefersonu služilo kao dokaz da je Hamilton nepoverljiv ali nije promenilo mišljenje Džordža Vašingtona koji je još uvek jako cenio Aleksandera i smatrao da je on jako bitna figura u stvaranju federalnog zakona i vlade.

## Afera u popularnoj kulturi
Ovaj rani seks skandal iz američke istorije je dobio nekoliko fiktivnih adaptacija. Prvo je prikazan 1931. godine u biografskom filmu Aleksander Hamilton. Takođe 2015. godine, u mjuziklu Hamilton, ova afera je ključni momenat drugog čina i njom se bave pesme: Reci ne ovome (Say No to This) (u kojoj afera počinje), Znamo (We Know) (u kojoj se Hamilton suoči sa Burom, Džefersonom i Medisonom), Uragan (Hurricane) (u kojoj Hamilton odlučuje da napiše pamflet Renolds), pamflet Renolds (The Reynolds Pamphlet) i Gori (Burn) (u kojoj je prikazano kako Elajza spaljuje svoja pisma napisana Hamiltonu kao odgovor na pamflet i na sve događaje opisane u njemu). Afera je takođe spomenuta u knjizi Dejvida Lisa (eng. David Liss) Pobunjenici 
viskija (The Whisky Rebels).